# Sutherland Trophy
Le Sutherland Trophy est la récompense suprême décernée depuis 1958 par le public du Festival de Londres au meilleur premier film de la sélection.
La récompense est nommée ainsi en référence au premier président du British Film Institute (organisateur du festival), George Sutherland-Leveson-Gower, 5e duc de Sutherland.

## Palmarès
- 1958 : Voyage à Tokyo (東京物語, Tōkyō monogatari) de Yasujirō Ozu
- 1959 : Le Monde d'Apu (অপুর সংসার, Opur Shôngshar) de Satyajit Ray[2]
- 1960 : L'avventura de Michelangelo Antonioni
- 1961 : L'Emploi (Il posto) d'Ermanno Olmi
- 1962 : Paris nous appartient de Jacques Rivette
- 1963 : Muriel ou le Temps d'un retour de Alain Resnais
- 1964 : Hamlet (Гамлет) de Grigori Kozintsev
- 1965 : Pierrot le Fou de Jean-Luc Godard
- 1966 : L'Homme au crâne rasé (De man die zijn haar kort liet knippen) de André Delvaux
- 1967 : Rébellion (上意討ち 拝領妻始末, Jôi-uchi: Hairyô tsuma shimatsu) de Masaki Kobayashi
- 1968 : Chronique d'Anna Magdalena Bach (Chronik der Anna Magdalena Bach) de Straub-Huillet
- 1969 : L'Amour fou de Jacques Rivette
- 1970 : Le Conformiste (Il conformista) de Bernardo Bertolucci
- 1971 : Quatre Nuits d'un rêveur de Robert Bresson
- 1972 : L'Heure des brasiers (La hora de los hornos) de Octavio Getino et Fernando Solanas
- 1973 : Pirosmani de Gueorgui Chenguelaia
- 1974 : Martha de Rainer Werner Fassbinder
- 1975 : Le Voyage des comédiens (Ο Θίασος, O Thiassos) de Theo Angelopoulos
- 1976 : L'Empire des sens (愛のコリーダ, Ai no Korīda) de Nagisa Ōshima
- 1977 : Hitler, un film d'Allemagne (Hitler, ein Film aus Deutschland) de Hans-Jürgen Syberberg
- 1978 : The Scenic Route de Mark Rappaport
- 1979 : Le Troupeau (Sürü) de Zeki Ökten
- 1980 : (ex æquo)
  - The Falls de Peter Greenaway
  - Two Stage Sisters (en) (舞臺姐妹, Wŭtái Jiěmèi) de Xie Jin
- 1981 : La Fille offerte (Die Berührte) de Helma Sanders-Brahms
- 1982 : Elippathayam (en) (എലിപ്പത്തായം) de Adoor Gopalakrishnan
- 1983 : Sans soleil de Chris Marker
- 1984 : Bayan ko: Kapit sa patalim de Lino Brocka
- 1985 : Terre jaune (黄土地, Huáng tǔdì) de Chen Kaige
- 1986 : Comrades de Bill Douglas
- 1987 : (ex æquo)
  - Le Terroriste (恐怖份子, Kongbu fenzi) de Edward Yang
  - Yeelen de Souleymane Cissé
- 1989 : Le Passeur (Ofelaš) de Nils Gaup
- 1990 : Susie et les Baker Boys (The Fabulous Baker Boys) de Steve Kloves[3]
- 1991 : On the Wire de Elaine Proctor
- 1992 : Proof de Jocelyn Moorhouse
- 1993 : Vacas de Julio Medem
- 1994 : L'Odeur de la papaye verte (Mùi đu đủ xanh) de Trần Anh Hùng
- 1995 : Les Silences du palais (صمت القصور, Samt el qusur) de Moufida Tlatli
- 1996 : Bob's Weekend de Jevon O'Neill (en)
- 1997 : La Vie de Jésus de Bruno Dumont
- 1998 : La Pomme (سیب, Sib) de Samira Makhmalbaf
- 1999 : Ratcatcher de Lynne Ramsay
- 2000 : Tu peux compter sur moi (You Can Count on Me) de Kenneth Lonergan
- 2001 : The Warrior de Asif Kapadia
- 2002 : Carnages de Delphine Gleize[4]
- 2003 : Osama (اسامه) de Siddiq Barmak
- 2004 : Tarnation de Jonathan Caouette[5]
- 2005 : Eläville ja kuolleille (fi) de Kari Paljakka (fi)[6]
- 2006 : Red Road de Andrea Arnold
- 2007 : Persepolis de Vincent Paronnaud et Marjane Satrapi
- 2008 : Tulpan de Sergueï Dvortsevoï
- 2009 : Ajami (عجمي) de Scandar Copti et Yaron Shani
- 2010 : The Arbor (en) de Clio Barnard[7]
- 2011 : Las Acacias de Pablo Giorgelli
- 2012 : Les Bêtes du Sud sauvage (Beasts of the Southern Wild) de Benh Zeitlin
- 2013 : Ilo Ilo (爸妈不在家, Bà Mā bù zài jiā) de Anthony Chen
- 2014 : The Tribe (Плем'я, Plemya) de Myroslav Slaboshpytskiy
- 2015 : The Witch de Robert Eggers
- 2016 : Grave de Julia Ducournau
- 2017 : Les Initiés (Inxeba, The Wound), de John Trengove
- 2018 : Girl, de Lukas Dhont
- 2019 : Atlantique, de Mati Diop
- 2021 : Un monde de Laura Wandel
- 2022 : Chili 1976 de Manuela Martelli
- 2023 : Paradise Is Burning de Mika Gustafson (sv)